# Iota Cassiopeiae
Iota Cassiopeiae (ι Cas / HD 15089 / HR 707) és un sistema estel·lar en la constel·lació de Cassiopea. S'hi troba a uns 142 anys llum del sistema solar.
Amb un petit telescopi s'aprecia un sistema estel·lar triple. L'estel més brillant (Iota Cassiopeiae A) és un estel blanc de magnitud aparent +4,64 de tipus espectral A5 peculiar. A 2,7 segons d'arc s'hi troba Iota Cassiopeiae B, de tipus espectral F5 i magnitud +6,89. A 7,4 segons d'arc, la més feble de les tres, Iota Cassiopeiae C, és una nana groga de tipus espectral G7V i magnitud +8,40. És interessant observar el contrast entre les components A i B, gairebé blanques, i la component C, de color ataronjat.
Iota Cassiopeiae A és un estel lleugerament variable del tipus Alpha² Canum Venaticorum, amb variacions en la seva magnitud de +4,45 a +4,53 en un període de 1,74 dies. Té un estel acompanyant molt propera, a només 0,5 segons d'arc, amb un període orbital de 47 anys. Rep el nom de Iota Cassiopeiae Aa i és de tipus espectral G2.
D'altra banda, múltiples observacions del sistema semblen indicar que Iota Cassiopeiae B es mou en línia recta, podent no ser un estel del sistema, sinó simplement un estel de pas.
Iota Cassiopeiae C està massa allunyada per poder estudiar la seva òrbita. Així mateix, s'ha descobert que té una companya propera a 0,4 segons d'arc, Iota Cassiopeiae c, de tipus espectral K5.